# Aalborg
Aalborg  poslech (nebo Ålborg) je dánské město na severu Jutského poloostrova, administrativní centrum stejnojmenné obce a celého regionu Nordjylland. Leží 420 km severozápadně od Kodaně. Žije zde přibližně 122 tisíc obyvatel a Aalborg je čtvrtým největším dánským městem. Spolu se sousedním městem Nørresundby a okolními vesnicemi tvoří třetí nejlidnatější oblast Dánska (po Kodani a Aarhusu). 

## Historie
První osídlení je doloženo z období kolem roku 700. První písemná zmínka o Aalborgu nazývaném „Alabu“, se nalézá na minci datované k roku 1040. Díky své poloze v oblasti Limfjordu se město už ve středověku stalo významným přístavem. Aalborg prosperoval a postupně se stal jedním z největších měst v Dánsku. Prosperitě napomohlo i získání monopolu na výrobu soli na sledě v roce 1516. Roku 1451 se založila nemocnice Svatého Ducha (Aalborg Kloster). V roce 1342 dánský král Valdemar IV. získal Aalborg jako věno, když se oženil s Helvigou Šlesvickou. Roku 1481 se zde založila Guds Legem Laug, která město propojila s Hanzou. Město obdrželo městská práva a luteránské biskupství se zde datuje od roku 1554. Prvním luteránským biskupem se stal Laurids Nielsen.
Později došlo k průmyslovému rozvoji města. Roku 1767 zde započalo publikováni novin.

## Doprava
Do Aalborgu vede od jihu dálnice E45, která pokračuje do přístavního města Frederikshavn. V Aalborgu se od této dálnice odpojuje dálnice E39 vedoucí do přístavního města Hirtshals. Tyto přístavy spojují Dánsko trajekty s městy ve Švédsku a Norsku.
Město je spojeno hlavní železnicí s Aarhusem, tato trať nabízí každou hodinu také přímé spojení Aalborgu s hlavním městem Kodaní. Na sever vede z Aalborgu místní železnice přes Frederikshavn do Skagenu, nejsevernějšího místa v Dánsku.
Dále se zde nachází významné vojenské a civilní letiště (po letištích v Kodani a Billundu třetí nejvyužívanější v Dánsku), z něhož odlétají linky, které několikrát denně spojují město s významnými evropskými letišti (Kodaň a Amsterdam) a pravidelnými linkami se lze dostat i do Osla, Londýna (letiště Gatwick) či Frankfurtu nad Mohanem.

## Kultura
Nachází se zde Aalborská univerzita (zkráceně AAU), založená roku 1974. Mezi další vzdělávací instituce patří University College of Northern Denmark (zkráceně UCN).
V roce 1935 byla blízko centra města na ploše 8 ha otevřena zoologická zahrada, která chová více než 1 500 zvířat. Hlavním exponátem Námořního muzea, založeného v roce 1992, je 54 metrů dlouhá ponorka Springeren. Ponorka sloužila v dánském námořnictvu v letech 1964–1990. 

## Sport
Působí zde fotbalový klub Aalborg Boldspilklub, čtyřnásobný vítěz dánské ligy. Nejvyšší hokejovou ligu hraje tým Aalborg Pirates, který je také čtyřnásobný vítěz dánské ligy ledního hokeje. Nejúspěšnějším klubem je házenkářský tým Aalborg Handball 6násobný vítěz dánské ligy, finalista a pravidelný účastník ligy mistrů.
V Aalborgu působí největší kluby v severním Jutsku hrající basketbal Aalborg Basketball Club (Aalborg Vikings) a tenis Aalborg Tennis Club, ale také volejbalový klub Aalborg Volley, florbalový klub Aalborg Flyers (AaB Floorball), futsalový AFK Aalborg, klub amerického fotbalu Aalborg 89ers, kriketový Aalborg Chang Cricket Club, cyklistický klub Aalborg Cykle-Ring a plavecký Aalborg Swimming Club.

## Osobnosti
- Mette Frederiksenová (* 1977), dánská premiérka
- Jan I. Dánský (1455–1513), dánský král
- Laus Strandby Nielsen (* 1944), spisovatel a básník
- Carl Christian Wischmann (1819–1894), fotograf
- Joachim Olsen (* 1977), dánský atlet, koulař
- Nikolaj Ehlers (* 1996), dánský hokejový útočník

## Partnerská města
- Almere, Nizozemsko
- Antibes, Francie
- Bodrum, Turecko
- Büdelsdorf, Německo
- Edinburgh, Velká Británie
- Fredrikstad, Norsko
- Fuglafjørður, Faerské ostrovy
- Galway, Irsko
- Gdyně, Polsko
- Haifa, Izrael
- Che-fej, Čína
- Húsavík, Island
- Innsbruck, Rakousko
- Kaliningrad, Rusko
- Karlskoga, Švédsko
- Lancaster, Velká Británie
- Nuuk, Grónsko
- Puškin, Rusko
- Racine, USA
- Rapperswil, Švýcarsko
- Rendsburg, Německo
- Riga, Lotyšsko
- Riihimäki, Finsko
- Ittoqqortoormiit, Grónsko
- Solvang, USA
- Tulcea, Rumunsko
- Varna, Bulharsko
- Vilnius, Litva
- Wismar, Německo

## Galerie

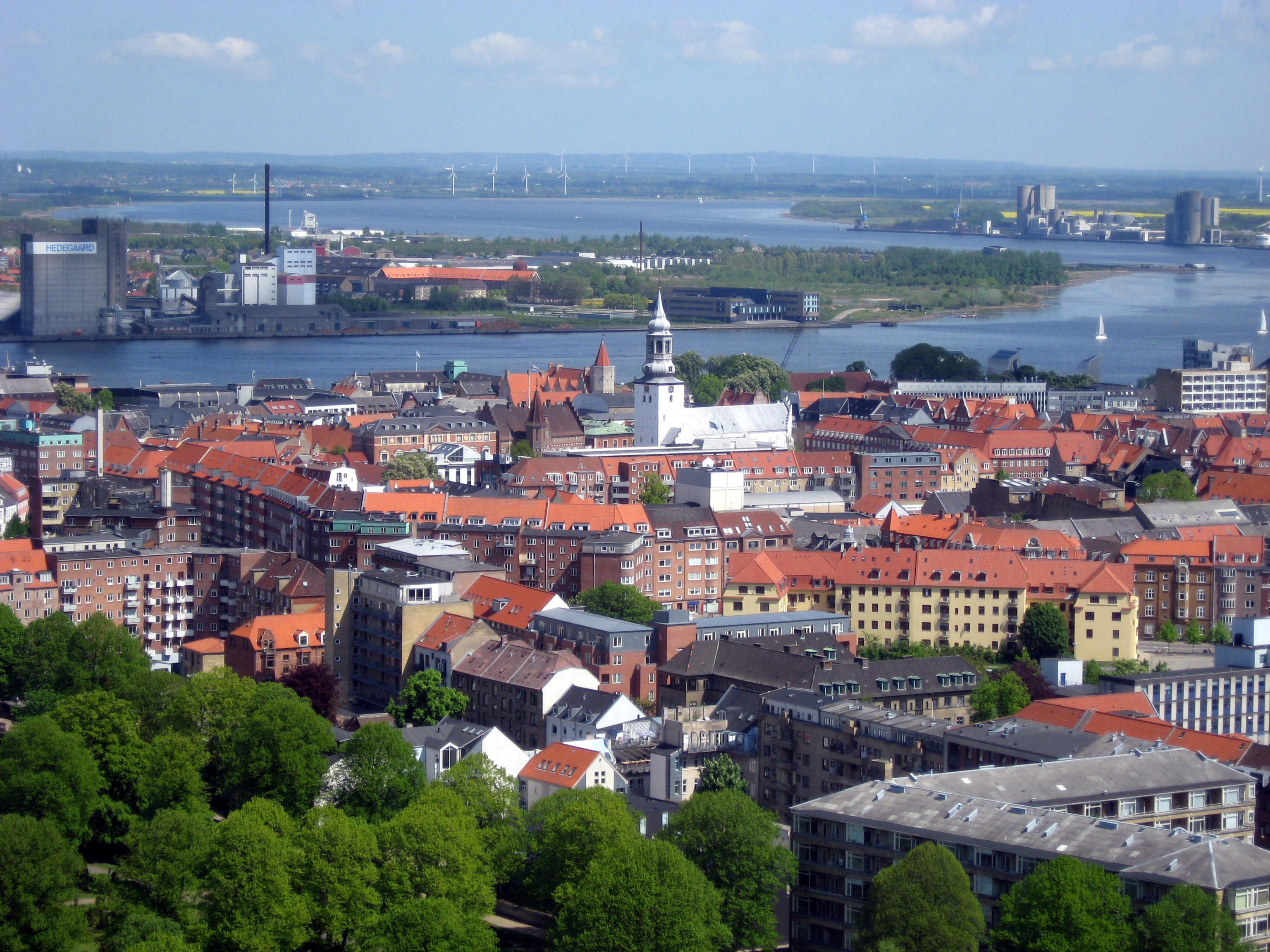
Pohled na město
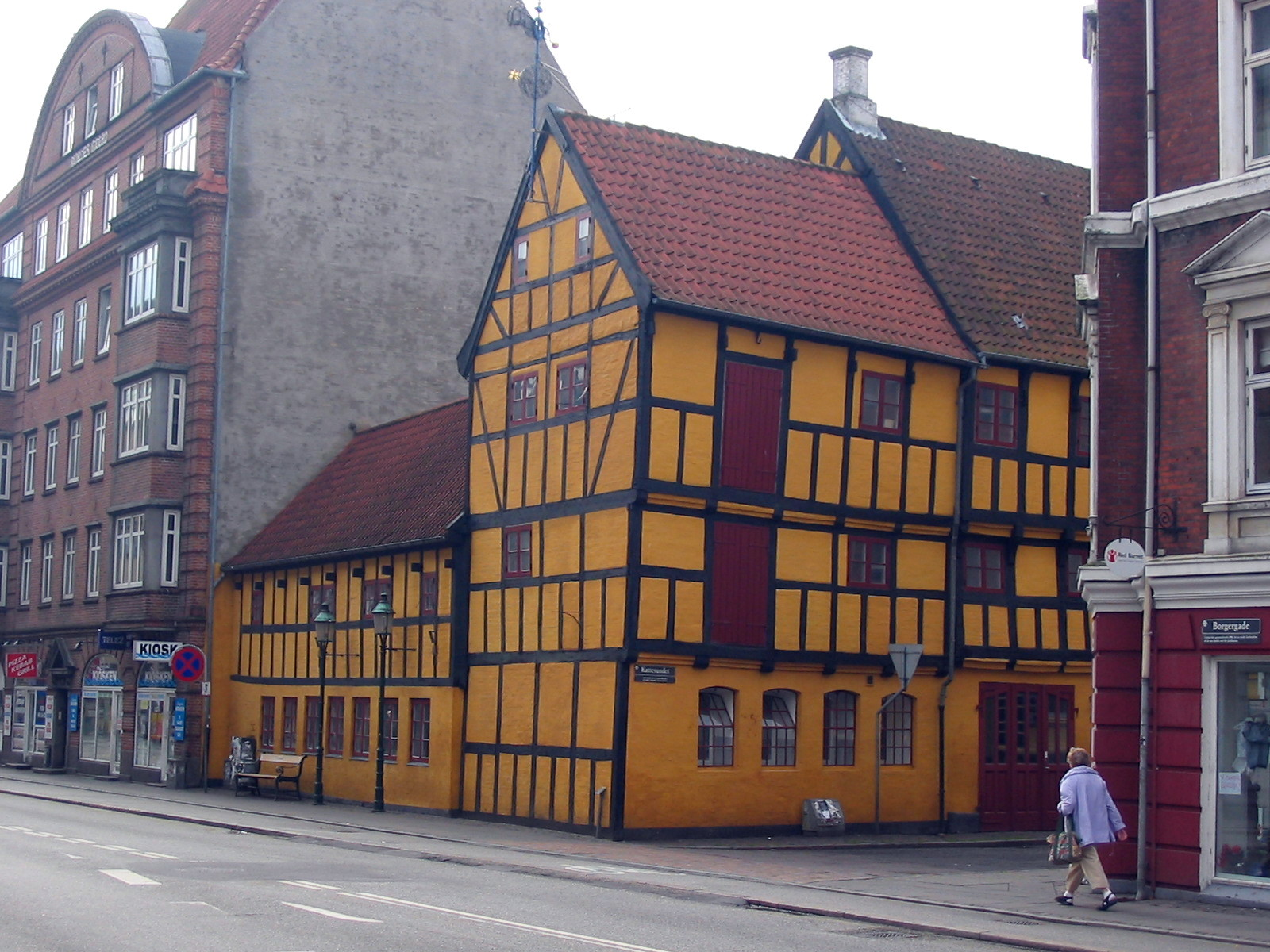
Místní dům
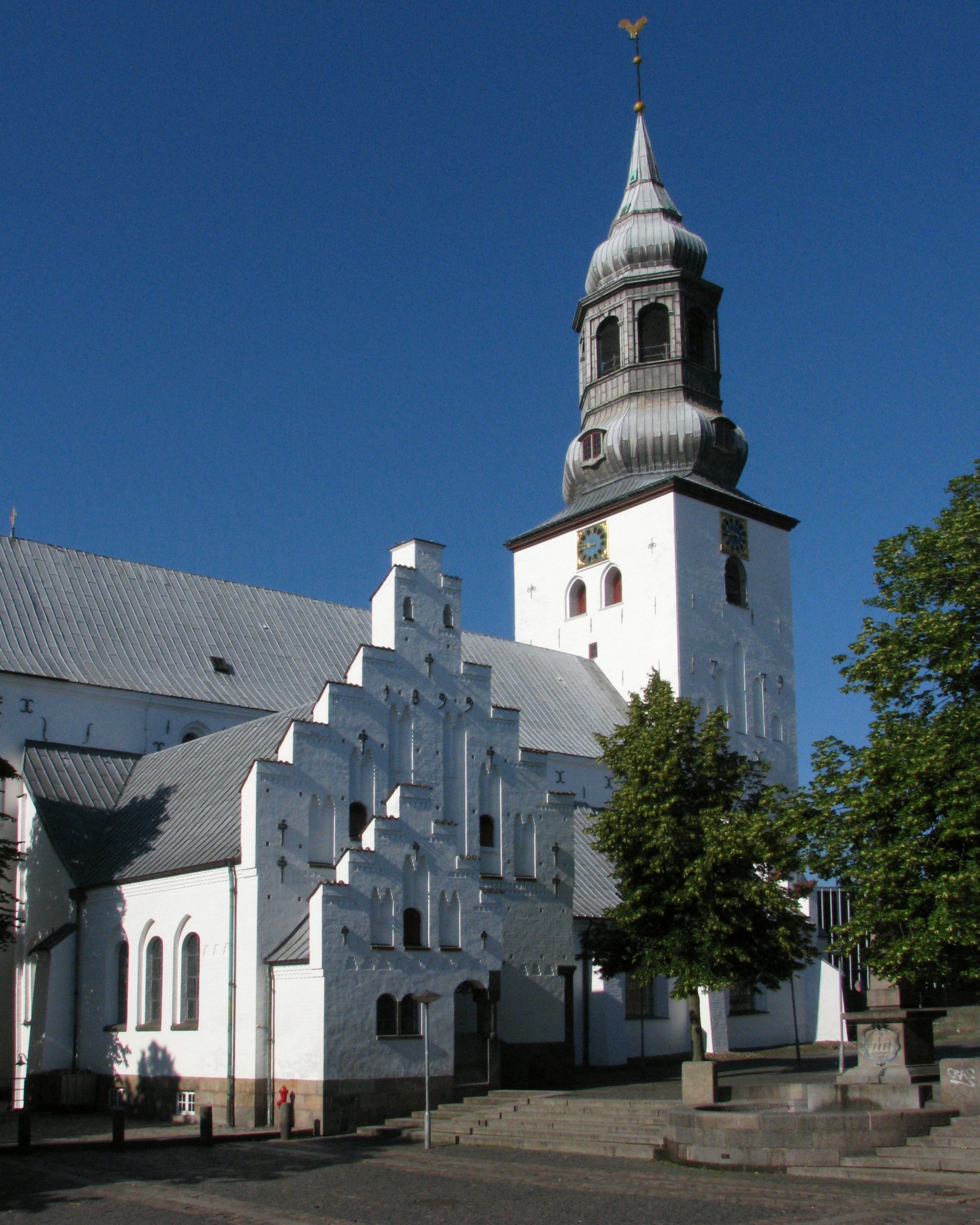
Budolfi Kirke, místní katedrála
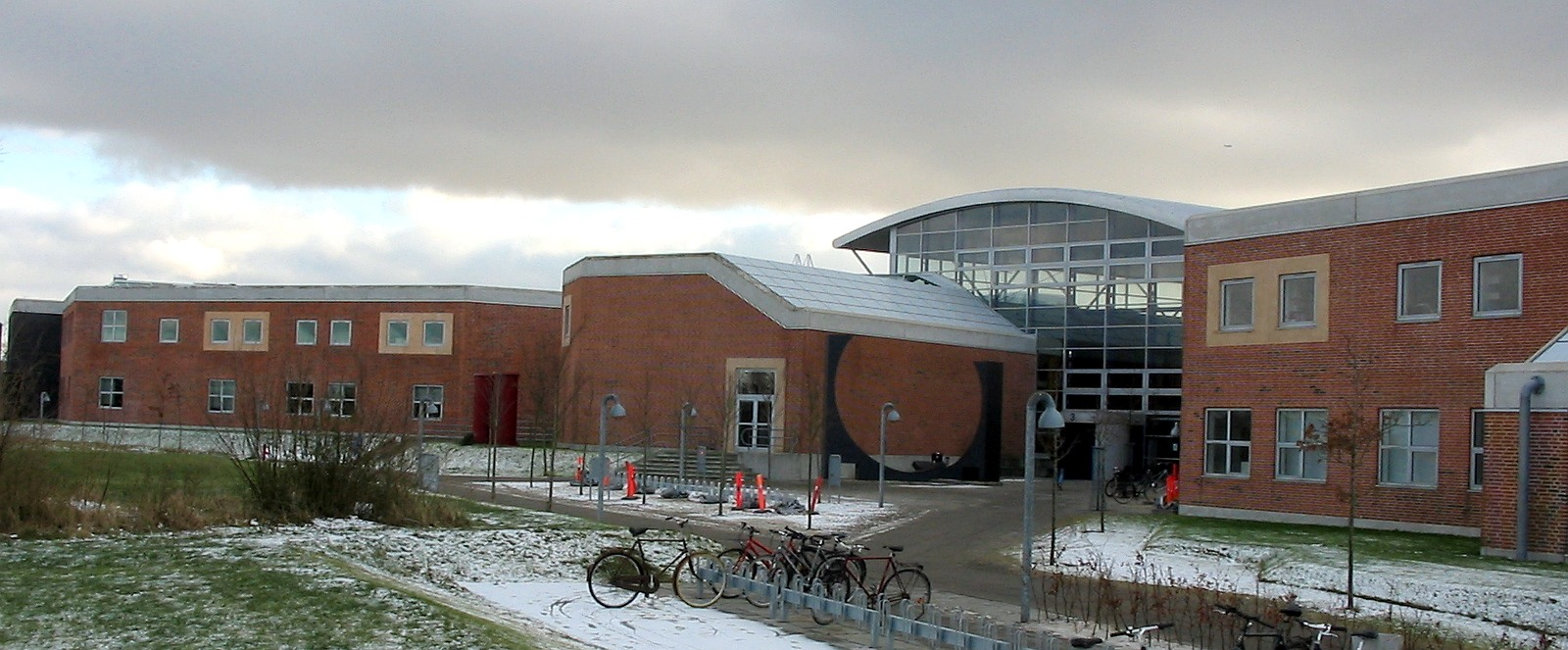
Aalborská univerzita